# Седло
Седло је основни део опреме за јахање. Седло је потпорна структура за јахача или друго оптерећење, које се коланом причвршћује на леђа животиње. Најчешћи тип је коњичко седло дизајнирано за коње. Међутим, специјализована седла су створена и за волове, камиле и друга створења.
Реч седло потиче од латинске речи sella или од протогерманске sathulaz. Седло се углавном прави од квалитетне коже. У зависности од дисциплине за коју је намењено различитих су конструкција. За различите дисциплине примењују се адекватна седла. Састављено од више делова, при чему сваки део има своју функцију.
Седла су често ручно израђена, те у складу с тим врло дуготрајна и квалитетна. Сразмерно са квалитетом материјала од ког је израђено седло, крећу се и цене седла.

## Делови седла
Свако седло се састоји од предњег и задњег уњкаса, односно издигнутих делова на крајевима седишта. Предњи уњкас је увек ниже од задњег, па по томе се и разликује предњи од задњег дела седла. Уњкаси су направљени тако да приањају на леђа коњу и дају стабилност јахачу. Флеп је кожни део седла који пада преко тела коња. Преко седла се увек поставе каишеви са узенгијама у којима се држе ноге јахача.

## Додаци седлу
Само голо седло нема функцију ако се не прикачи за коња уз помоћ каишева. Две основне врсте каишева на седлу су колански каишеви и каишеви за узенгије.
Поред седла, за јахање је врло важна подседлица. Ставља се испод седла и служи као заштита за леђа коња и доприноси удобности како јахача, тако и коња. Може бити направљена од разних врста материјала, најбоље природних, и најчешће је у облику седла или правоугаоног облика. Постоји велики избор боја и облика, на пример дресурне подседлице су беле боје и имају додатно подстављено подруће испод уњкаса како се седло не би померало. Свака подседлица има четири везице, две кроз које се провлачи коланско ремење и две кроз које иде колан.
Амортизер се ставља на коњска леђа између седла и подседлице. Он штити коњска леђа, поготово гребен, и помаже да се избегну свакојаке повреде које седло може нанети коњу. Сви коњи који имају део беле длаке на гребену или на леђима тамо где стоји седло, значи да имају повреду од седла и треба да користе амортизер.
Седло се носи у торби за седла, која је јединствена за свако седло и често садржи разне џепове са стране.
Како би се смањила могућност клизања по седлу, користе се јахаће панталоне, популарно зване рајтерице. Оне омогућују угодније јахање јер је појачање израђено од антисклизног материјала, а самим тим и смањују клизање по седлу.

## Подела
Постоји више врста седла. Наведени су неки који се највише коришћени у коњичком спорту.
1. Вишенаменско седло – најчешће употребљавано седло, користе га сви јахачи
2. Препонско седло – слично је вишенаменском, али су флепови више помакнути напред, користи се за препонско јахање
3. Галопско седло – посебно лагана и мала седла, користе се за галопске трке
4. Вестерн седло – удобнији су, најчешће се користе у рекреативном јахању
5. Трекинг седло – седло које се користи за дуга теренска јахања, данас постаје све популарније
6. Дресурно седло – слично је вишенаменском, али има дуже флепове, користи се за дресурно јахање
7. Аустралски сток – користи се за дуга јахања, попут трекинг седла, врло је удобно и пружа добру потпору.
8. Португалско седло – традиционално седло које је доста тешко, али и удобно. Као и остали старији типови седала, потпуно је кожно. Када се стави на коња, доста је високо, јер је само по себи добро подстављено, најчешће вуном, а осим тога испод њега се ставља дебела подседлица.[5][8]

- Вишенаменско седло
- Препонско седло
- Вестерн седло
- Седло кнеза Михаила Обреновића
- Украшено кожно седло, Етнографски музеј у Београду
- Сарачки прибор за прављење седла, Музеј Семберије у Бијељини

## Историја и развој
Постоје докази, иако спорни, да су људи први пут почели да јашу коње недуго након припитомљавања, вероватно већ око 4000. године пре нове ере. Најранија позната опрема налик на седло биле су тканине са ресама или јастучићи које је користила асирска коњица око 700. године пре нове ере. Она се држала са опсегом или обрубом који је укључивао грудне траке и крапер. Од најранијих приказа, седла су постала статусни симболи. Да би се показало богатство и статус појединца, седлима су додавани украси, укључујући сложено шивење и кожни умеци, племенити метали попут злата, резбарије од дрвета и рога и други украси.
Најраније до сада познато седло откривено је у женској гробници у басену Турпан, у данашњем Синђангу, Кина, које датира између 727. и 396. п. н. е. То седло је направљено од мекане кравље коже и има трагове употребе и поправке. Гробница је повезана са субејском културом, која је повезана са Ђуши краљевством описаним у каснијим кинеским изворима.  Субејски народ је имао контакт са Скитима, и дели сличну материјалну културу са пазирикском културом, где су касније пронађена седла.
Северноирански евроазијски номади познати у Европи као Скити и у Азији као Сака развили су рани облик седла са рудиментарним оквиром, који је укључивао два паралелна кожна јастука, са обујмом причвршћеним за њих, дршком и кантлом са одвојивом ојачаном кожном облогом, кожне танге, крапер, напрсник и филц шабрак украшен животињским мотивима. Они су лоцирани међу погребним налазима у Пазирику. Ова седла, пронађена на висоравни Укок, у Сибиру, датирана су на 500-400 година пре нове ере. Иконографски докази о претходнику савременог седла пронађени су у уметности старих Јермена, Асираца и степских номада приказаних на асирским каменим рељефним резбаријама из времена Ашурнасирпала II. Скити су такође развили рано седло које је укључивало облоге и украсне орнаменте. Иако нису имала ни чврсто дрво ни узенгије, ова рана бездрвна седла и јастучићи пружала су заштиту и удобност јахачу, уз благо повећање сигурности. Сармати су такође користили подстављено рано бездрвно седло, вероватно већ у седмом веку пре нове ере, и древна грчка уметничка дела Александра Великог приказују седло. Грци су седло или јастучић звали ефипиум (ἐφίππιον или ἐφίππειον).
Рана седла од пуног дрвета била су направљена од филца који је покривао дрвени оквир. Кинеска седла су приказана међу коњичким коњима у Теракотској војсци династије Ћин, завршеној до 206. п. н. е. Азијски дизајни су се умножили током кинеске династије Хан око 200. године пре нове ере. Једно од најранијих седала од пуног дрвета у западном свету било је дизајн „четири рога“, који су први пут користили Римљани још у 1. веку пре нове ере. Ниједан дизајн није имао узенгије.
Развој чврстог седла је био значајан; подигао је јахача изнад коњских леђа и распоредио тежину јахача на обе стране кичме животиње уместо да прецизно одреди притисак на кости седишта јахача, смањујући притисак (сила по јединици површине) на било који део коњских леђа, тако у великој мери повећавајући удобност коња и продужавајући његов животни век. Проналазак чврстог седла такође је омогућио развој праве узенгије каква је данас позната. Без чврстог дрвета, тежина јахача у стременима ствара абнормалне тачке притиска и изазива бол у леђима коња. Термографске студије о „бездрвном“ дизајну и флексибилним дрвеним седлима су откриле да постоји значајно трење преко средишње линије коњских леђа.